# Richard Wurmbrand

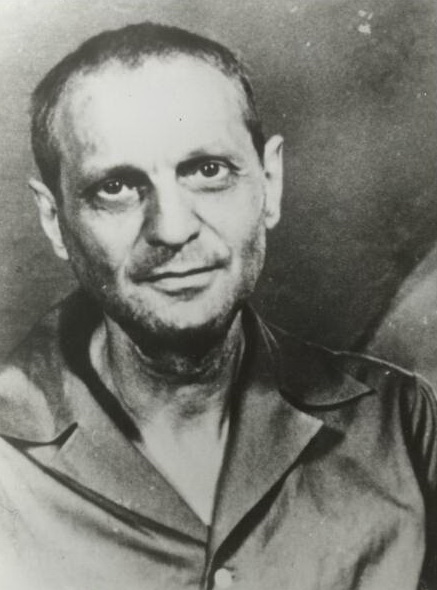
Richard Wurmbrand

Richard Wurmbrand (Boekarest, 24 maart 1909 - Glendale, 17 februari 2001) was een Roemeens luthers predikant, schrijver en leraar. Hij heeft vanwege zijn christelijke overtuiging veertien jaar lang in zijn vaderland Roemenië gevangengezeten en was de oprichter van de christelijke organisatie The Voice of the Martyrs.

## Bekering en bediening
Wurmbrand was de jongste van vier zonen in een Joods gezin. Op 26 oktober 1936 trouwde hij met Sabina Oster, met wie hij één kind kreeg, zijn zoon Mihai.
Hij en zijn vrouw bekeerden zich door het getuigenis van Christian Wolfkes, een Roemeense, christelijke timmerman, in 1938 tot het christendom. Ze sloten zich aan bij de Anglicaanse "Missie aan de Joden". Wurmbrand is tweemaal aangesteld als predikant: eerst in de Anglicaanse Kerk, na de Tweede Wereldoorlog in de Lutherse Kerk.

## Ondergrondse kerk en gevangenschap
Tijdens de Tweede Wereldoorlog viel in 1944 de communistische Sovjet-Unie Roemenië binnen, wat voor Wurmbrand reden was om een missie aan zijn Roemeense landgenoten en de Russische soldaten op te zetten. Toen de overheid probeerde de kerken aan zich te onderwerpen ging hij "ondergronds". 
Op 29 februari 1948 werd hij, op weg naar een kerkdienst, gearresteerd, waarna hij de eerste drie jaar in eenzame opsluiting doorbracht. Zijn vrouw Sabina werd in 1950 gearresteerd en bracht als dwangarbeider drie jaar door aan het Donau-Zwarte Zeekanaal. 
Na achtenhalf jaar gevangenschap werd Wurmbrand in 1956 vrijgelaten, waarna hij, ondanks waarschuwingen van de overheid, zijn werk in de ondergrondse kerk voortzette.
In 1959 werd hij opnieuw gearresteerd en veroordeeld tot 25 jaar gevangenschap. Die straf hoefde hij echter niet uit te zitten. Onder politieke druk uit het buitenland ontving hij in 1964 amnestie en werd hij vrijgelaten.
Na onderhandelingen van twee Noorse christelijke organisaties - de Missie aan de Joden en de Hebreeuws-christelijke Alliantie - met de communistische autoriteiten mochten Wurmbrand en zijn familie tegen betaling van $10.000 het land verlaten. De leiders van de ondergrondse kerk overtuigden hem ervan om hier op in te gaan, zodat hij in de rest van de wereld een stem voor de vervolgde kerk zou kunnen zijn.

## Stem van de ondergrondse kerk
Wurmbrand reisde af naar Noorwegen, daarna naar Engeland en daarvandaan naar de Verenigde Staten. In mei 1965 getuigde hij in Washington D.C. voor de Internal Security Subcommittee (Subcommissie Binnenlandse Veiligheid) van de Amerikaanse Senaat. Hij werd, door zijn werk om de christenvervolging in communistische landen bekend te maken bij het grote publiek, bekend als "de stem van de ondergrondse kerk".

### Voice of the Martyrs
In april 1967 richtten de Wurmbrands Jesus to the Communist World (Jezus aan de Communistische Wereld) op, het latere The Voice of the Martyrs (De Stem der Martelaren). Deze interkerkelijke organisatie werkte in het begin alleen voor en met vervolgde christenen in communistische landen. De activiteiten werden later echter uitgebreid tot vervolgde christenen in de hele wereld en dan met name in de islamitische gebieden.
In 1990 keerden Richard en Sabina Wurmbrand voor het eerst in 25 jaar terug naar Roemenië, voor de opening van een drukkerij en boekwinkel van The Voice of the Martyrs in Boekarest.
The Voice of the Martyrs is een zusterorganisatie van de Nederlandse Stichting De Ondergrondse Kerk.

## Wurmbrand in Nederland
In 1969 hield Wurmbrand een toespraak in de Nieuwe Kerk te Delft. In de jaren ’70 bracht Wurmbrand meerdere bezoeken aan Nederland. In de Hervormde Kerk van Oud-Beijerland hield hij een toespraak met vertaling door Dr. J.C. Maris. Van deze bijeenkomst verscheen een dubbel-LP onder de titel Blijdschap in de verdrukking.

## Overlijden en nalatenschap
Richard Wurmbrand overleed begin 2001 te Boekarest, zes maanden na zijn vrouw, die reeds op 11 augustus 2000 was overleden.
Wurmbrand schreef 18 boeken in het Engels (waarvan enkele vertaald zijn in het Nederlands) en nog andere in het Roemeens. Zijn bekendste boek is Tortured for Christ (Gemarteld om Christus' wil) uit 1967.

## Boeken
Tussen haakjes staat de titel van de Nederlandse vertaling.
- 100 Prison Meditations
- Alone With God: New Sermons from Solitary Confinement
- Answer to Half a Million Letters
- Christ On The Jewish Roads (Joden onderweg)
- From Suffering To Triumph!
- From The Lips Of Children
- If Prison Walls Could Speak (Hoe zou ik zwijgen?)
- If That Were Christ, Would You Give Him Your Blanket?
- In God's Underground
- Jesus (Friend to Terrorists)
- Marx & Satan (Marx & Satan)
- My Answer To The Moscow Atheists (Antwoord op de bijbel van Moskou)
- My Correspondence With Jesus
- Reaching Toward The Heights
- The Oracles of God
- The Overcomers (Overwinnaars)
- The Sweetest Song
- The Total Blessing
- Tortured for Christ (Gemarteld om Christus' wil)
- Victorious Faith
- With God In Solitary Confinement